# Rosales (Pangasinan)
Rosales è una municipalità di prima classe delle Filippine, situata nella Provincia di Pangasinan, nella regione di Ilocos.
Rosales è formata da 37 baranggay:
- Acop
- Bakitbakit
- Balingcanaway
- Cabalaoangan Norte
- Cabalaoangan Sur
- Calanutan (Don Felix Coloma)
- Camangaan
- Capitan Tomas
- Carmay East
- Carmay West
- Carmen East
- Carmen West
- Casanicolasan
- Coliling
- Don Antonio Village
- Guiling
- Palakipak
- Pangaoan
- Rabago

- Rizal
- Salvacion
- San Angel
- San Antonio
- San Bartolome
- San Isidro
- San Luis
- San Pedro East
- San Pedro West
- San Vicente
- Station District
- Tomana East
- Tomana West
- Zone I (Pob.)
- Zone II (Pob.)
- Zone III (Pob.)
- Zone IV (Pob.)
- Zone V (Pob.)